# Dharmabad
Dharmabad là một thành phố và là nơi đặt hội đồng đô thị (municipal council) của quận Nanded thuộc bang Maharashtra, Ấn Độ.

## Địa lý
Dharmabad có vị trí 18°54′B 77°51′Đ / 18,9°B 77,85°Đ Nó có độ cao trung bình là 359 mét (1177 feet).

## Nhân khẩu
Theo điều tra dân số năm 2001 của Ấn Độ, Dharmabad có dân số 29.936 người. Phái nam chiếm 51% tổng số dân và phái nữ chiếm 49%. Dharmabad có tỷ lệ 58% biết đọc biết viết, thấp hơn tỷ lệ trung bình toàn quốc là 59,5%: tỷ lệ cho phái nam là 69%, và tỷ lệ cho phái nữ là 48%. Tại Dharmabad, 14% dân số nhỏ hơn 6 tuổi.